# Кондово (община Сарай)
 Тази статия е за селото в Северна Македония.  За селото в България вижте Кондово.  
Кондово (на македонска литературна норма: Кондово; на албански: Kondova) е село в община Сарай, Северна Македония.

## География
Селото е разположено в западния край на Скопското поле, на северния ляв бряг на река Вардар срещу общинския център Сарай и на практика е квартал на столицата Скопие.

## История
В края на XIX век Кондово е албанско село в Скопска каза на Османската империя. Според статистиката на Васил Кънчов („Македония. Етнография и статистика“) в 1900 година Кондово има 85 жители арнаути мохамедани.
На етническата си карта от 1927 година Леонард Шулце Йена показва Кондово (Kondovo) като албанско село.
На етническата си карта на Северозападна Македония в 1929 година Афанасий Селишчев отбелязва Кондово като албанско село.
Според преброяването от 2002 година Кондово има 3384 жители.
| Националност     | Всичко |
| северномакедонци | 15     |
| албанци          | 3222   |
| турци            | 23     |
| роми             | 0      |
| власи            | 0      |
| сърби            | 1      |
| бошняци          | 81     |
| други            | 42     |